# El Tigre, Zacatecas
El Tigre är en ort i Mexiko.   Den ligger i kommunen Fresnillo och delstaten Zacatecas, i den centrala delen av landet, 600 km nordväst om huvudstaden Mexico City. El Tigre ligger 2 130 meter över havet och antalet invånare är 159.
Terrängen runt El Tigre är en högslätt. Runt El Tigre är det ganska glesbefolkat, med 38 invånare per kvadratkilometer. Närmaste större samhälle är Cañitas de Felipe Pescador, 11,9 km norr om El Tigre. Omgivningarna runt El Tigre är i huvudsak ett öppet busklandskap.